# Salto con gli sci agli VIII Giochi asiatici invernali - Trampolino grande a squadre maschile
La gara dal trampolino grande a squadre si è svolta il 25 febbraio 2017 al Miyanomori Ski Jump Stadium di Sapporo in Giappone.

## Risultati
| Rank | Atleta               | 1° salto | 1° salto | 2° salto | 2° salto | Totale |
| Rank | Atleta               | Distanza | S.       | Distanza | S.       | Totale |
| ---- | -------------------- | -------- | -------- | -------- | -------- | ------ |
| 1    | Giappone             |          | 473.4    |          | 502.2    | 975.6  |
|      | Yuken Iwasa          | 127.5    | 120.6    | 131.0    | 127.4    |        |
|      | Yukiya Sato          | 126.5    | 118.8    | 128.5    | 123.9    |        |
|      | Naoki Nakamura       | 132.0    | 130.2    | 133.0    | 133.5    |        |
|      | Masamitsu Ito        | 119.0    | 103.8    | 126.0    | 117.4    |        |
| 2    | Kazakistan           |          | 382.7    |          | 388.3    | 771.0  |
|      | Sabiržan Muminov     | 118.5    | 100.9    | 116.5    | 94.3     |        |
|      | Konstantin Sokolenko | 109.5    | 83.7     | 108.5    | 81.9     |        |
|      | Marat Zhaparov       | 127.0    | 96.7     | 122.0    | 107.7    |        |
|      | Sergey Tkachenko     | 118.5    | 101.4    | 121.0    | 104.4    |        |
| 3    | Corea del Sud        |          | 362.6    |          | 363.7    | 726.3  |
|      | Lee Ju-chan          | 96.0     | 54.6     | 93.5     | 52.4     |        |
|      | Choi Heung-chul      | 109.0    | 83.3     | 117.5    | 101.1    |        |
|      | Kim Hyun-ki          | 123.0    | 109.5    | 123.0    | 110.0    |        |
|      | Choi Seo-u           | 123.5    | 113.4    | 117.0    | 100.2    |        |
| 4    | Cina                 |          | 223.8    |          | 198.2    | 422.0  |
|      | Sun Jianping         | 88.5     | 40.9     | 84.5     | 35.2     |        |
|      | Li Chao              | 88.5     | 40.4     | 84.5     | 31.7     |        |
|      | Yang Guang           | 97.5     | 60.1     | 95.0     | 54.6     |        |
|      | Tian Zhandong        | 108.5    | 82.4     | 107.0    | 76.7     |        |